# Fenais da Ajuda
Fenais da Ajuda ist eine portugiesische Gemeinde (Freguesia) im Kreis (Município) von Ribeira Grande auf der Azoreninsel São Miguel. In ihr leben 890 Einwohner (Stand 19. April 2021).